# Friedhelm Prayon
Friedhelm Prayon (20. dubna 1941 Bochum) je německý etruskolog.
Friedhelm Prayon v roce 1970 získal doktorát u Heinricha Drerupa na univerzitě v Marburgu, a to na základě dizertace o architektuře etruských hrobek a domů. V letech 1970–1971 získal cestovní grant od Německého archeologického institutu (DAI) a v letech 1972 až 1977 pracoval v římském oddělení DAI jako vědecký asistent ve Photothek DAI. V té době také získal výzkumný grant od DFG v oblasti „vyobrazení architektury na římských reliéfech a mincích“. V roce 1977 se stal vědeckým asistentem v Tübingenu a v roce 1985 zde habilitoval se zaměřením na frygické sochařství. Po ročním působení v redakci DAI v Berlíně se v roce 1988 vrátil na nově zřízenou pozici profesora pro etrusko-italskou archeologii na univerzitě v Tübingenu, kde vyučoval až do odchodu do důchodu v červenci 2006.
V letech 1984 až 1991 prováděl terénní výzkum ve spolupráci s Univerzitou v Perugii na etruské nekropoli Cannicella v Orvietu a v letech 1995 až 2001 v etruské osadě Castellina del Marangone poblíž Civitavecchia. Od roku 1979 je korespondentem Německého archeologického institutu a od roku 1982 zahraničním členem (Membro straniero) spolku Istituto di Studi Etruschi ed Italici ve Florencii.

## Dílo (výběr)
- Frühetruskische Grab- und Hausarchitektur (= Mitteilungen des Deutschen Archäologischen Instituts. Römische Abteilung. Ergänzungsheft 22). Kerle, Heidelberg 1975.
- Phrygische Plastik. Die früheisenzeitliche Bildkunst Zentral-Anatoliens und ihre Beziehungen zu Griechenland und zum Alten Orient (= Tübinger Studien zur Archäologie und Kunstgeschichte. Band 7). Wasmuth, Tübingen 1987.
- mit Anne-Maria Wittke: Kleinasien vom 12. bis 6. Jh. v. Chr. Kartierung und Erläuterung archäologischer Befunde und Denkmäler. Reichert, Wiesbaden 1994.
- Die Etrusker. Geschichte, Religion, Kunst (C. H. Beck Wissen). C. H. Beck, München 1996, ISBN 978-3-406-41040-6; 6. Auflage 2017.
- Die Etrusker – Jenseitsvorstellungen und Ahnenkult (= Antike Welt. Sonderheft; Zaberns Bildbände zur Archäologie). Zabern, Mainz 2006, ISBN 3-8053-3619-5.